# Kanton Bessèges

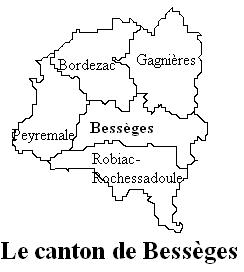
Kanton Bessèges

Der Kanton Bessèges  war ein französischer Wahlkreis im Département Gard und im Arrondissement Alès. Er wurde 2015 im Rahmen einer landesweiten Neugliederung der Kantone aufgelöst.
Der Kanton umfasste die Wahlberechtigten aus fünf Gemeinden:
| Gemeinde             | Einwohner Jahr | Code INSEE | Postleitzahl |
| -------------------- | -------------- | ---------- | ------------ |
| Bessèges             | 3024 (2013)    | 30037      | 30160        |
| Bordezac             | 379 (2013)     | 30045      | 30160        |
| Gagnières            | 1160 (2013)    | 30120      | 30160        |
| Peyremale            | 290 (2013)     | 30194      | 30160        |
| Robiac-Rochessadoule | 923 (2013)     | 30216      | 30160        |